# Jozef Adamovič
Jozef Adamovič (ur. 23 kwietnia 1939 w Trnawie, zm. 2 sierpnia 2013 w Koszycach) – słowacki aktor teatralny i filmowy.

## Filmografia
- 1960: Valčík pro milión
- 1961: Most na tú stranu
- 1962: Prosím, nebudit
- 1963: Ikaria XB 1
- 1966: Vrah zo záhrobia
- 1966: Synové Velké medvědice
- 1966: Majster kat
- 1967: Rok na dedine
- 1968: Traja svedkovia
- 1969: Generácia
- 1971: Hry lásky šálivé
- 1971: Zlozor
- 1971: Parížski mohykáni
- 1972: Tie malé výlety
- 1972: Kým kohút nezaspieva
- 1973: Cid
- 1975: Vivat Beňovský
- 1975: Stretnutie
- 1975: Šepkajúci fantóm
- 1977: Zlatá réva
- 1977: Zlaté klasy
- 1977: Advokátka
- 1978: Nie!
- 1979: Odveta
- 1979: Frajeri a frajerky
- 1980: Temné slunce
- 1981: Noční jazdci
- 1990: Śpiąca królewna (Šípová Ruženka) jako Król Leopold
- 1997: Pták Ohnivák